# Bolnissi
Bolnissi est une ville située dans la campagne géorgienne, dans la région de Basse Kartlie et la capitale du district de Bolnissi. La ville perd une grande portion de sa population non géorgienne à la suite de la chute de l'Union soviétique et compte environ 13 800 habitants.

## Histoire.
Bolnissi, attestée par une inscription du Ve siècle et illustrée par l'évêque Jean de Bolnissi, est refondée en 1818 par 95 familles de piétistes radicaux wurtembourgeois colonisateurs et nommée Katharinenfeld (en l'honneur de la reine de Wurtemberg Catherine, sœur de l'empereur Alexandre Ier) ; elle devient le principal foyer de la communauté allemande de Géorgie. Après l'occupation de l'Armée rouge en 1921, elle est renommée en Luxembourg, en l'honneur de la communiste allemande Rosa Luxemburg. En 1941, lors des Grandes Purges de Staline, tous les Allemands qui ne sont pas mariés à des Géorgiens sont déportés en Sibérie et au Kazakhstan. Elle retrouve son ancien nom en 1944.
Le 8 août 2008, durant la deuxième guerre d'Ossétie du Sud, une base aérienne bolnissienne est bombardée par les troupes russes.

## Économie
Les ressources économiques de la ville et de son agglomération sont principalement agraires. De grands vignobles et une mine d'or (dans le village de Ratevani) en constituent également l'économie. Bolnissi est traversée par l'autoroute S6 .

## Monuments
Bolnissi abrite aujourd'hui la plus ancienne structure chrétienne du Caucase. Cet édifice est connu sous le nom de Bolnissi Sioni (nom géorgien Sion est une désignation pour plusieurs églises géorgiennes). Cette basilique date du Ve siècle et quelques dessins païens sont gravés dans les pierres de construction. La coupole originale est manquante, mais fut toutefois remplacée par un toit actuel.
Une dédication de l'église de Bolnissi, datant du Ve siècle, mentionne l'évêque David de Bolnissi et les rois sassanides Péroz Ier et Kavadh Ier. Cette inscription est l'une des plus anciennes sources de l'écriture géorgienne.
À deux kilomètres au sud-est se trouve l’église de Tsoughroughachéni (XIIIe siècle).

### Croix de Bolnissi
Des inscriptions du Ve siècle en géorgien au sion de Bolnissi comportent une croix pattée inscrite dans un cercle qui est devenue un symbole de la Géorgie. On la retrouve, sans cercle, sur le drapeau actuel du pays.

## Personnalités liées
- Mikheïl Kavelachvili, ancien footballeur et homme politique géorgien, président contesté à partir de 2024

## Galerie

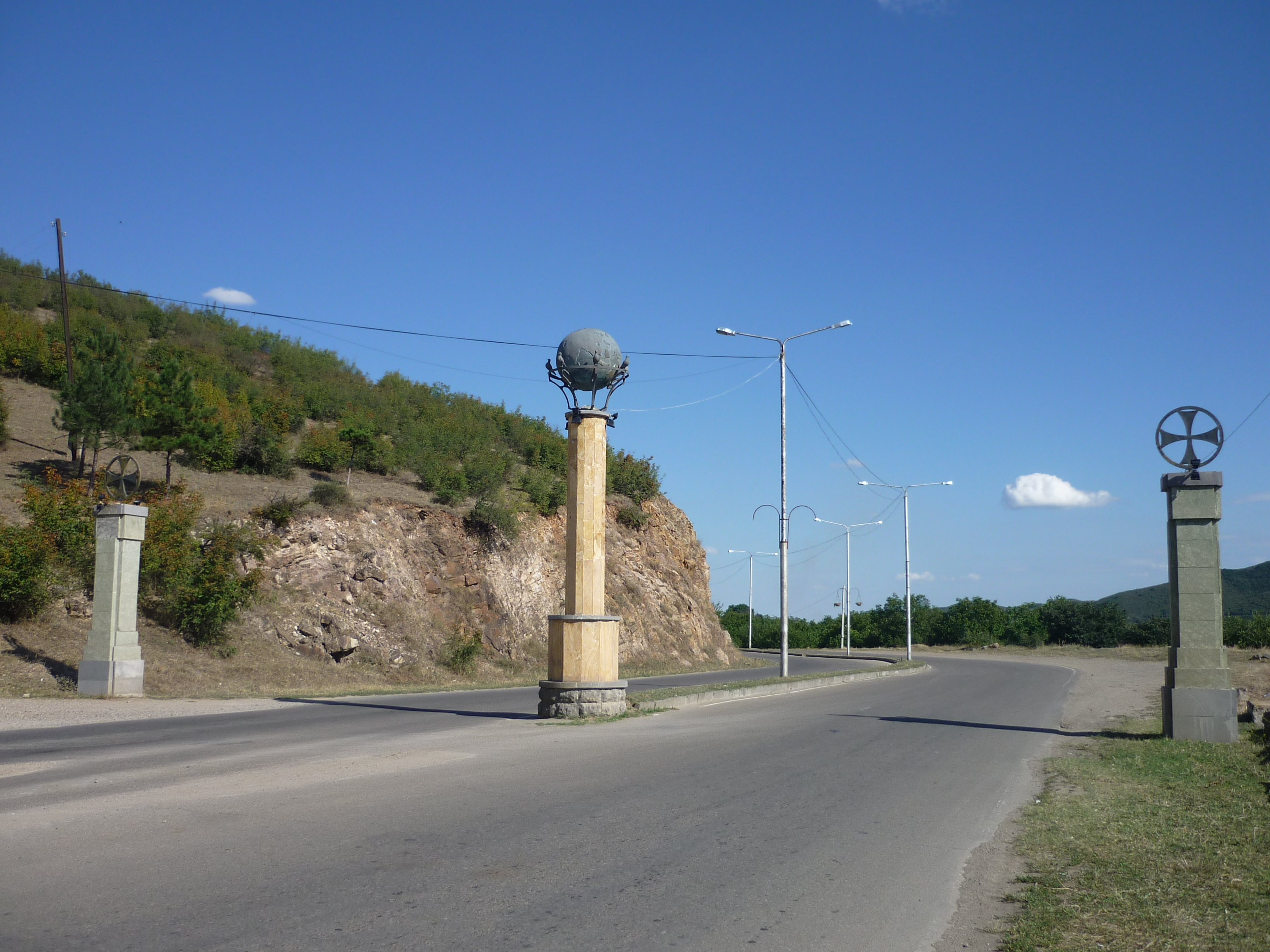
Entrée sud de Bolnissi.
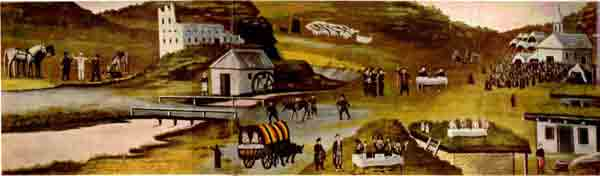
Bolnissi vue par le peintre Niko Pirosmani.
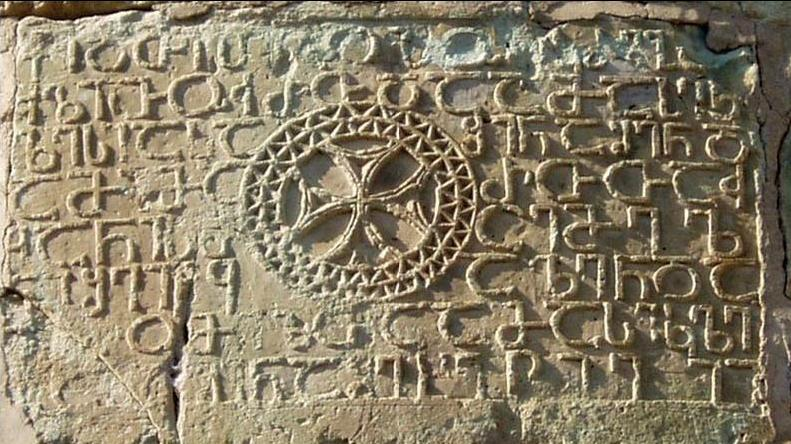
Croix de Bolnissi.